# Leucauge conifera
Leucauge conifera är en spindelart som beskrevs av Henry Roughton Hogg 1919. Leucauge conifera ingår i släktet Leucauge och familjen käkspindlar. Inga underarter finns listade i Catalogue of Life.